# 서플라망어 위키백과

서플라망어 위키백과는 서플라망어로 운영되는 위키백과 언어판이다. 2007년 1월 20일에 시작되었다. 기호는 vls이다.